# Робертс, Эмма
Э́мма Ро́уз Ро́бертс (англ. Emma Rose Roberts; род. 10 февраля 1991, Райнбек, Нью-Йорк) — американская актриса кино, телевидения и озвучивания, певица, автор песен и фотомодель. Дочь актёра Эрика Робертса, племянница Джулии Робертс.
Она получила известность после роли Эдди Сингер в телесериале канала Nickelodeon, «Нетакая» (2004—2007). Среди других её заметных работ роли в таких фильмах, как «Оторва» (2008), «Крик 4» (2011), «Мы — Миллеры» (2013) и «Нерв» (2016), а также участие в телесериалах «Американская история ужасов» (2013—2023) и «Королевы крика» (2015—2016).

## Биография
Эмма Робертс родилась 10 февраля 1991 года в Райнбеке (округ Датчесс, штат Нью-Йорк). Она дочь актёра Эрика Робертса и Келли Канингхэм, с которой он расстался сразу после рождения девочки. У неё есть единоутробная сестра, Грейс. Её тёти — актрисы Лиза Гиллан и Джулия Робертс. В детстве проводила большое количество времени на съёмках её тёти Джулии Робертс. Первоначально её мать хотела, чтобы у Эммы было нормальное детство, не связанное с киноиндустрией.

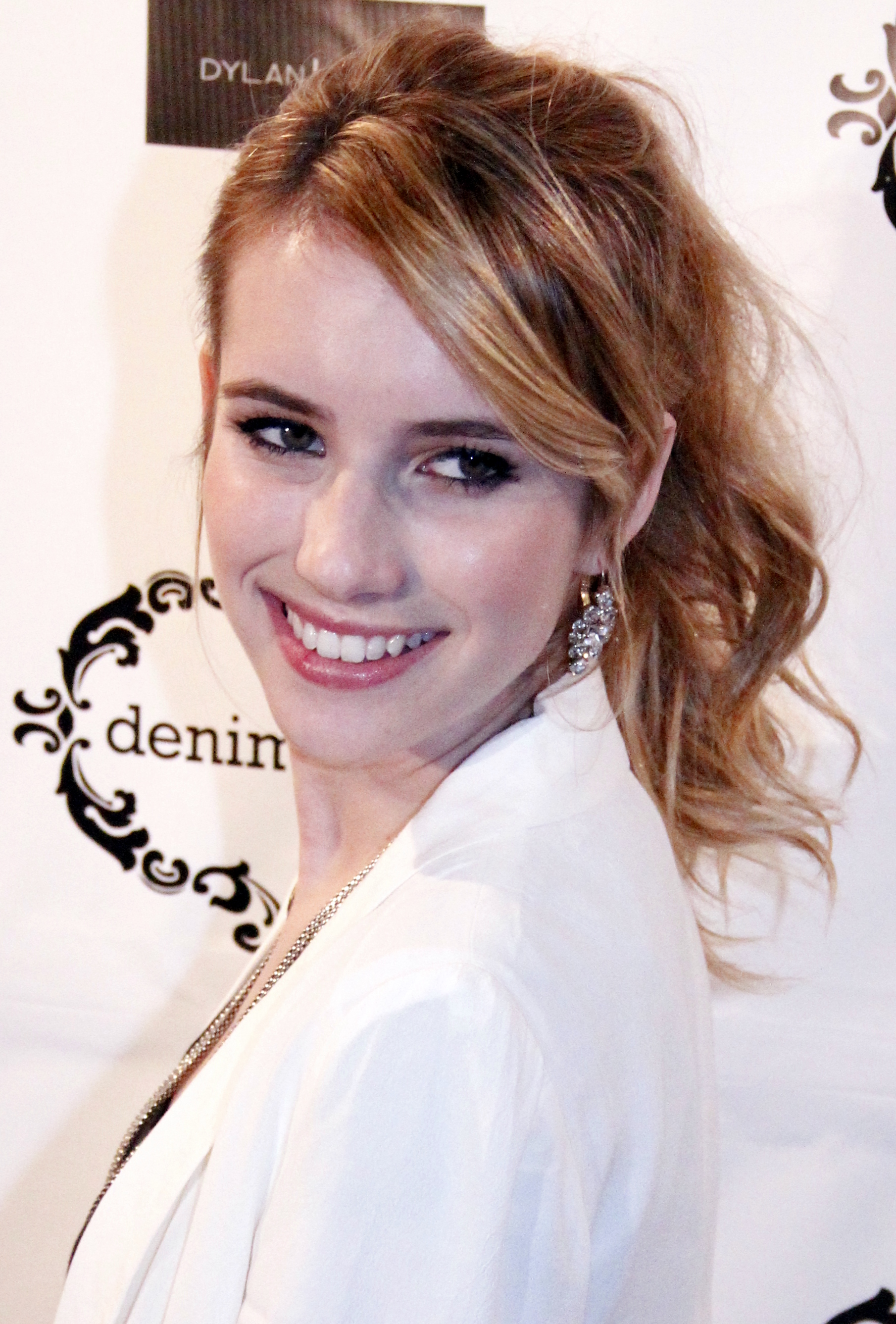
Эмма Робертс в 2011 году

В 2001 году Робертс дебютировала в фильме Теда Демме «Кокаин». После первой удачной роли Эмма перебралась в Лос-Анджелес, где поступила в школу Арчера, чтобы совмещать учёбу и съёмки.
В 2004 году Робертс начала сниматься в телесериале «Нетакая», где сыграла главную роль. После закрытия шоу Робертс получила главные роли в детективе «Нэнси Дрю» и в комедии «Оторва». В 2008 году снялась в фильме «Отель для собак» вместе с Джейком Ти Остином. В том же году появилась в фильме «Роскошная жизнь» вместе с Алеком Болдуином. Премьера состоялась на Кинофестивале в Торонто.
В 2010 году Робертс сыграла в фильме «День Святого Валентина», в котором также снималась её тётя Джулия Робертс. В том же году появилась в таких фильмах как «Двенадцать», «Это очень забавная история» и «Мемуары подростка, страдающего амнезией». В следующем году была выбрана на роль Салли Хау в фильме «Домашняя работа». Также снялась в роли Джилл Робертс в фильме «Крик 4».
В 2013 году появилась в фильме «Взрослый мир» вместе с Джоном Кьюсаком и Эваном Питерсом.
7 февраля 2013 года The Hollywood Reporter сообщил, что Робертс была выбрана на главную роль в телесериале Делириум, снятый по роману Лорен Оливер. После выхода пилота Fox решил не продлевать его в связи с низкими рейтингами. Затем Эмма появилась в главной роли в фильме «Мы — Миллеры» вместе с Дженнифер Энистон и Джейсоном Судейкисом. Фильм имел финансовый успех, собрав по всему миру больше 269 млн $, с бюджетом всего 37 млн.
Позже появилась в 3 и 4 сезонах телесериала «Американская история ужасов», сыграв Мэдисон Монтгомери и Мэгги Эсмеральду.

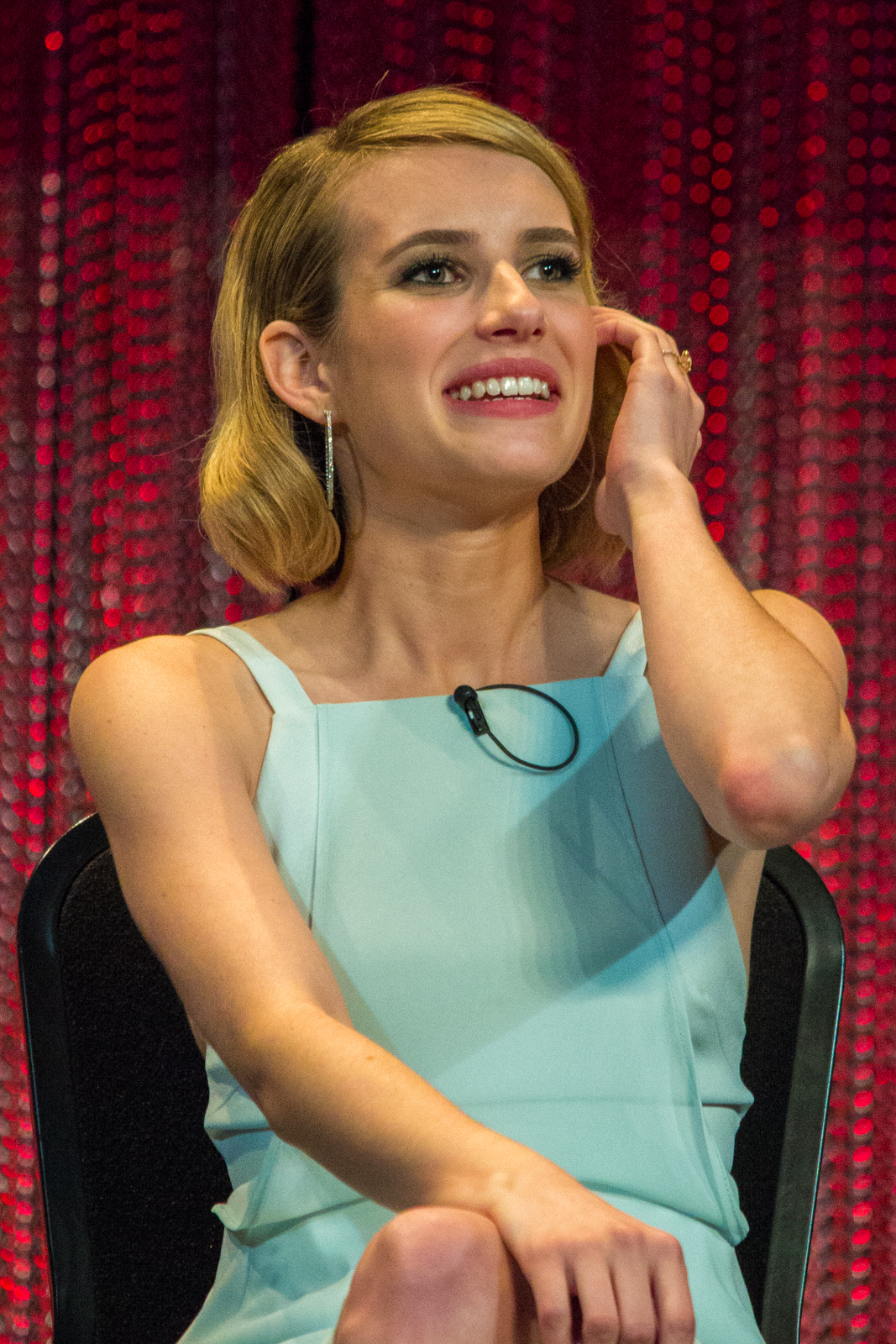
Эмма Робертс на «PaleyFest», 28 марта 2014 года

Сыграла главную роль в фильме «Пало-Альто». В 2015 вышел фильм «Эшби» с её участием. Премьера состоялась на кинофестивале «Трайбека» 19 апреля 2015 года, а позже он был выпущен в ограниченном выпуске и на видео по запросу. В том же году появилась в фильме «Февраль», вместе с Кирнан Шипка. Премьера состоялась на Кинофестивале в Торонто.
С 2015 по 2016 год актриса играла главную роль, Шанель Оберлин, в телесериале «Королевы крика». В 2016 году вышел фильм «Нерв», в котором она сыграла вместе с Дэйвом Франко.
1 августа 2017 года Райан Мёрфи подтвердил возвращение Робертс в седьмом сезоне телесериала «Американская история ужасов», а 18 июня 2018 Мёрфи подтвердил участие Эммы в восьмом сезоне-кроссовере, где она снова исполнит роль Мэдисон Монтгомери, как и в третьем сезоне под названием «Шабаш».
В ноябре 2017 года стало известно, что Эмма Робертс присоединилась к актёрскому составу фантастической мелодрамы «Райские холмы». Мировая премьера фильма состоялась на кинофестивале «Сандэнс» в январе 2019 года.
В 2024 году вышел фильм «Мадам Паутина», где Робертс сыграла Мэри Паркер.

## Музыка
В 2005 году Эмма Робертс выпустила дебютный альбом под названием «Unfabulous and More». Альбом был выпущен 27 сентября 2005 года через лэйблы «Columbia Records», «Nick Records» и «Sony Music Entertainment». Он также послужил в качестве саундтрека к телесериалу «Нетакая» (2004—2007), в котором актриса играла главную роль. Альбом был поставлен на 46-е место чарта «Top Heatseekers».
В сентябре 2005 года из альбома были выпущены два рекламных сингла: «I Wanna Be» и «Dummy». В альбом вошли несколько песен, среди них «Dummy» (песня написанная в соавторстве с Робертс) и «I Wanna Be», оба из которых были также выпущены в музыкальных видео, «I Have Arrived» и «This Is Me», а также некоторые песни её героини из первого сезона, в их числе «Punch Rocker» и «New Shoes».
В том же году Робертс написала песню «If I Had it My Way», для саундтрека к мультфильму «Ice Princess». В 2006 году она исполняла песню «Island in the Sun», которая была изначально записана группой «Weezer», а в 2006 году она записала песню для саундтрека к фильму «Аквамарин» (2006), в котором актриса сыграла одну из ролей.
В 2007 году в интервью Эмма Робертс сказала: «Сейчас я фокусируюсь на актёрской карьере. Я готовлюсь к съёмкам нового фильма этим летом, а музыка занимает много времени. Я думаю, что когда я стану немного старше, музыка — это определённо то, чем я хотела бы заниматься».
В другом интервью она сказала:

Моя музыкальная карьера — это нечто особенное. Мне не нравятся люди, которые становятся актёрами и вокалистами. Я думаю, что люди должны выбирать один путь, потому что редко удаётся достичь совершенства и в музыке и в актёрстве. Лучше выбрать что-то одно, то в чём вы действительно хороши и придерживаться этого. Я собираюсь играть.
Оригинальный текст (англ.)My music career is something special. I don't like people who become actors and singers. I think that people should choose one way, because it is rarely possible to achieve perfection in both music and acting. It's better to choose one thing you're really good at and stick with it. I'm playing.

## Личная жизнь
В сентябре 2011 года Эмма Робертс начала посещать Колледж Сары Лоуренс, но в январе 2012 года она бросила обучение, чтобы сконцентрироваться на актёрской карьере.
В июне 2012 года Эмма Робертс начала встречаться с Эваном Питерсом, с которым познакомилась на съёмках фильма «Взрослый мир» (2013). В июле 2013 года, когда пара остановилась в отеле в Монреале, соседи вызвали полицию из-за громкого спора в их номере. Приехавшие на место правоохранители задержали Робертс. Через несколько часов её отпустили, не предъявив обвинений ни ей, ни Питерсу. В совместном заявлении пара назвала произошедшее «досадным инцидентом». Пара обручилась в декабре 2013 года, но прекратили свои отношения в июне 2015 года. Однако уже в октябре пара возобновила отношения. В мае 2016 года пара снова разошлась и разорвала помолвку. В сентябре 2016 года Эван и Эмма сошлись, а в ноябре 2016 года снова были помолвлены. В марте 2019 года стало известно, что пара разорвала помолвку и рассталась.
С марта 2019 года по январь 2022 года Робертс находилась в отношениях с актёром Гарретом Хедлундом. В августе 2020 года Эмма объявила о том, что они с Хедлундом ожидают рождения сына. Фотография беременной Эммы Робертс появилась на обложке декабрьского номера журнала Cosmopolitan. 27 декабря 2020 года у Эммы и Гаррета родился сын, которого назвали Роудс Роберт Хедлунд.
В августе 2022 года стало известно, что Эмма состоит в отношениях с актёром Коди Джоном. В июле 2024 года Коди сделал Эмме предложение.

## Фильмография
| Год       |     | Русское название                         | Оригинальное название             | Роль                          |
| --------- | --- | ---------------------------------------- | --------------------------------- | ----------------------------- |
| 2001      | ф   | Кокаин                                   | Blow                              | юная Кристина Янг             |
| 2001      | кор | Большая любовь                           | BigLove                           | Далила                        |
| 2001      | ф   | Любимцы Америки                          | America’s Sweethearts             | девушка в фиолетовой футболке |
| 2002      | ф   | Великий чемпион                          | Grand Champion                    | сестра                        |
| 2004—2007 | с   | Нетакая                                  | Unfabulous                        | Эдди Сингер                   |
| 2006      | с   | Дрейк и Джош                             | Drake & Josh                      | Эдди Сингер                   |
| 2006      | ф   | Лучший друг шпиона                       | Spymate                           | Амелия Муггинс                |
| 2006      | ф   | Аквамарин                                | Aquamarine                        | Клер Браун                    |
| 2007      | ф   | Нэнси Дрю                                | Nancy Drew                        | Нэнси Дрю                     |
| 2008      | мф  | Нико: Путь к звёздам                     | Niko - Lentäjän poika             | Вильма                        |
| 2008      | ф   | Оторва                                   | Wild Child                        | Поппи Мур                     |
| 2008      | ф   | Роскошная жизнь                          | Lymelife                          | Адрианна Брэгг                |
| 2009      | ф   | Отель для собак                          | Hotel for Dogs                    | Энди                          |
| 2009      | ф   | Сезон побед                              | Winning Season                    | Эбби                          |
| 2010      | ф   | День Святого Валентина                   | Valentine’s Day                   | Грейс Смарт                   |
| 2010      | ф   | Мемуары подростка, страдающего амнезией  | Memoirs of a Teenage Amnesiac     | Элис Лидс                     |
| 2010      | ф   | Двенадцать                               | Twelve                            | Молли Нортон                  |
| 2010      | ф   | 4.3.2.1                                  | 4.3.2.1                           | Джоанна                       |
| 2010      | ф   | Это очень забавная история               | It’s Kind of a Funny Story        | Ноэль                         |
| 2010      | ф   | Что случилось с Вирджинией?              | What’s Wrong with Virginia        | Джесси Типтон                 |
| 2010      | с   | Братья Джонас                            | Jonas                             | камео                         |
| 2011      | ф   | Крик 4                                   | Scream 4                          | Джилл Робертс                 |
| 2011      | ф   | Домашняя работа                          | The Art Of Getting By             | Салли Хоув                    |
| 2012      | ф   | Селеста и Джесси навеки                  | Celeste and Jesse Forever         | Райли Бэнкс                   |
| 2013      | ф   | Эмпайр-стейт                             | Empire State                      | Нэнси                         |
| 2013      | ф   | Мы — Миллеры                             | We’re the Millers                 | Кейси Матис                   |
| 2013      | ф   | Взрослый мир                             | Adult World                       | Эми Андерсон                  |
| 2013      | ф   | Пало-Альто                               | Palo Alto                         | Эйприл                        |
| 2013      | мс  | Гриффины                                 | Family Guy                        | Аманда Баррингтон             |
| 2013—2014 | с   | Американская история ужасов: Шабаш       | American Horror Story: Coven      | Мэдисон Монтгомери            |
| 2014      | с   | Делириум                                 | Delirium                          | Лина Хэлоуэй                  |
| 2014—2015 | с   | Американская история ужасов: Фрик-шоу    | American Horror Story: Freak show | Мэгги Эсмеральда              |
| 2015      | ф   | Меня зовут Майкл                         | I Am Michael                      | Ребекка Фуллер                |
| 2015      | ф   | Эшби                                     | Ashby                             | Элоиза                        |
| 2015      | ф   | Февраль                                  | February                          | Джоан Марш                    |
| 2015—2016 | с   | Королевы крика                           | Scream Queens                     | Шанель Оберлин                |
| 2016      | ф   | Нерв                                     | Nerve                             | Венера «Ви» Дельмонико        |
| 2017      | ф   | Кем мы стали                             | Who We Are Now                    | Джесс                         |
| 2017      | с   | Американская история ужасов: Культ       | American Horror Story: Cult       | Серена Белинда                |
| 2018      | ф   | В отношениях                             | In a Ralationship                 | Хэлли                         |
| 2018      | ф   | Клуб миллиардеров                        | Billionaire Boys Club             | Сидни                         |
| 2018      | ф   | Маленькая Италия                         | Little Italy                      | Никки                         |
| 2018      | с   | Американская история ужасов: Апокалипсис | American Horror Story: Apocalypse | Мэдисон Монтгомери            |
| 2018      | кор | Время суток                              | Time of Day                       | в роли себя                   |
| 2019      | ф   | Райские холмы                            | Paradise Hills                    | Ума                           |
| 2019      | с   | Американская история ужасов: 1984        | American Horror Story: 1984       | Брук Томпсон                  |
| 2019      | мф  | UglyDolls. Куклы с характером            | UglyDolls                         | Уэджхэд                       |
| 2020      | ф   | Охота                                    | The Hunt                          | девушка в леггинсах           |
| 2020      | ф   | Пара на праздники                        | Holidate                          | Слоан Бенсон                  |
| 2022      | ф   | Брошенная                                | Abandoned                         | Сара                          |
| 2022      | ф   | Ирония судьбы в Голливуде                | About Fate                        | Марго Хейс                    |
| 2023      | ф   | Знакомство родителей                     | Maybe I Do                        | Мишель                        |
| 2023—2024 | с   | Американская история ужасов: Нежность    | American Horror Story: Delicate   | Анна Виктория Элкотт          |
| 2024      | ф   | Мадам Паутина                            | Madame Web                        | Мэри Паркер                   |
| 2024      | ф   | Космический кадет                        | Space Cadet                       | Рекс Симпсон                  |
|           | мф  |                                          | Saurus City                       | Саша Нутвагон                 |

## Дискография

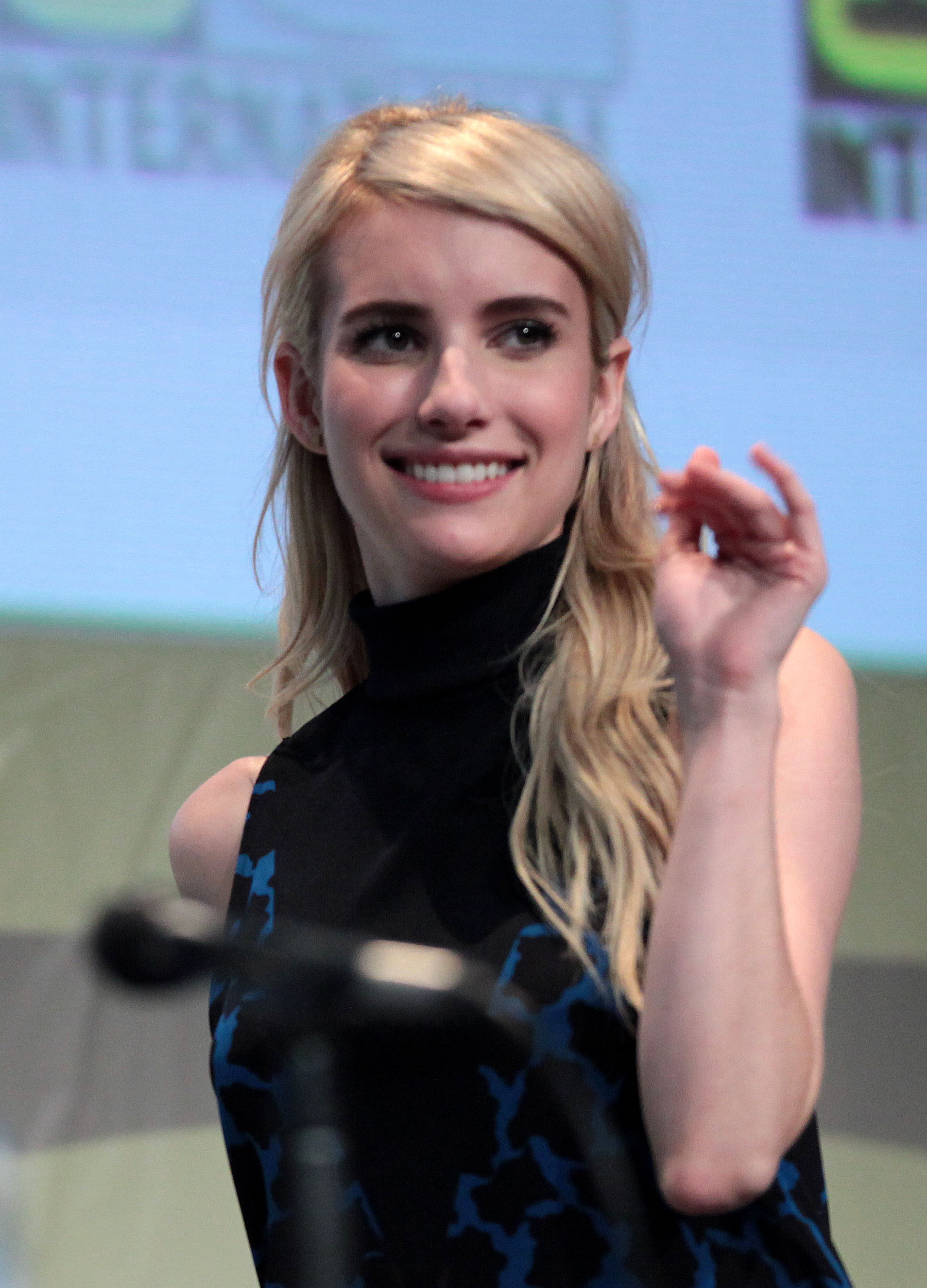
Эмма Робертс на San Diego Comic-Con International в 2015 году

Альбомы
| Название            | Детали                                                                                           | Позиция  |
| Название            | Детали                                                                                           | US Heat. |
| ------------------- | ------------------------------------------------------------------------------------------------ | -------- |
| Unfabulous and More | - Выпущен: 27 сентября 2005 - Формат: CD, digital download - Лэйбл: Nick Records, Columbia, Sony | 46       |

Синглы
| Название                        | Год  | Альбом              |
| ------------------------------- | ---- | ------------------- |
| «I Wanna Be»                    | 2005 | Unfabulous and More |
| «Dummy»                         | 2005 | Unfabulous and More |
| «Santa Claus Is Coming to Town» | 2005 | н/д                 |

Другие появления
| Название             | Год  | Альбом                    |
| -------------------- | ---- | ------------------------- |
| «If I Had It My Way» | 2005 | Ice Princess              |
| «Island in the Sun»  | 2006 | Aquamarine                |
| «Do It on My Face»   | 2012 | Celeste and Jesse Forever |

Музыкальные видео
| Название        | Год  | Режиссёр     | Артист                |
| --------------- | ---- | ------------ | --------------------- |
| «I Wanna Be»    | 2005 |              | Сама                  |
| «Dummy»         | 2005 |              | Сама                  |
| «Go Outside»    | 2011 | Исаия Серет  | Cults                 |
| «Testosterone»  | 2012 | Петро        | Haziq and the Giggles |
| «Nice for What» | 2018 | Карина Эванс | Дрейк                 |

## Награды и номинации
Полный список наград и номинаций на сайте IMDb.com.
| Год  | Награда                        | Категория                                                         | Работа               | Результат |
| ---- | ------------------------------ | ----------------------------------------------------------------- | -------------------- | --------- |
| 2005 | Young Artist Awards            | Лучшая молодая актриса в телесериале                              | Нетакая              | Номинация |
| 2005 | Young Artist Awards            | Лучший актёрский состав в телесериале                             | Нетакая              | Номинация |
| 2005 | Teen Choice Awards             | Лучшая телеактриса                                                | Нетакая              | Номинация |
| 2005 | Kids' Choice Awards, Australia | Восходящая звезда                                                 | Нетакая              | Номинация |
| 2005 | Radio Disney Music Awards      | Лучшая начинающая певица                                          | н/д                  | Номинация |
| 2005 | Radio Disney Music Awards      | Лучшая песня для телесериала                                      | Dummy (из «Нетакая») | Номинация |
| 2006 | Young Artist Awards            | Лучший актёрский ансамбль в телесериале                           | Нетакая              | Номинация |
| 2007 | Young Artist Awards            | Лучшая молодая актриса в кинофильме                               | Аквамарин            | Победа    |
| 2007 | Young Artist Awards            | Лучшая молодая актриса в телесериале                              | Нетакая              | Номинация |
| 2007 | Kids' Choice Awards            | Любимая актриса                                                   | Нетакая              | Номинация |
| 2007 | Teen Choice Awards             | Лучшая комедийная актриса                                         | Нетакая              | Номинация |
| 2007 | Teen Choice Awards             | Лучший женский прорыв                                             | Нэнси Дрю            | Номинация |
| 2007 | Teen Choice Awards             | Лучшая комедийная актриса                                         | Нэнси Дрю            | Номинация |
| 2007 | Kids' Choice Awards, Australia | Любимая кинозвезда                                                | Аквамарин            | Номинация |
| 2008 | Kids' Choice Awards            | Любимая актриса                                                   | Нетакая              | Номинация |
| 2008 | Young Artist Awards            | Лучшая молодая актриса в телесериале                              | Нетакая              | Номинация |
| 2008 | Young Artist Awards            | Лучший актёрский ансамбль в теесериале                            | Нетакая              | Номинация |
| 2008 | Young Artist Awards            | Лучшая молодая актриса в кинофильме                               | Нэнси Дрю            | Номинация |
| 2008 | Young Artist Awards            | Лучший актёрский ансамбль в кинофильме                            | Нэнси Дрю            | Номинация |
| 2008 | Kids' Choice Awards, Australia | Любимая кинозвезда                                                | Нэнси Дрю            | Номинация |
| 2010 | Young Artist Awards            | Лучшая молодая актриса в кинофильме                               | Отель для собак      | Номинация |
| 2010 | Teen Choice Awards             | Любимая кинозвезда                                                | Двенадцать           | Номинация |
| 2011 | Teen Choice Awards             | Лучшая комедийная актриса                                         | Домашняя работа      | Номинация |
| 2014 | MTV Movie Awards               | Лучший поцелуй (Совместно с Дженнифер Энистон и Уиллом Поултером) | Мы — Миллеры         | Победа    |
| 2014 | Maui Film Festival             | Специальная награда                                               | н/д                  | Победа    |
| 2014 | Teen Choice Awards             | Лучшая комедийная актриса                                         | Мы — Миллеры         | Победа    |
| 2014 | Teen Choice Awards             | Лучшая сцена (Совместно с Дженнифер Энистон и Уиллом Поултером)   | Мы — Миллеры         | Номинация |
| 2014 | Teen Choice Awards             | Специальная награда                                               | н/д                  | Номинация |
| 2016 | People's Choice Awards         | Лучшая актриса нового сериала                                     | Королевы крика       | Номинация |
| 2016 | Teen Choice Awards             | Лучшая комедийная актриса                                         | Королевы крика       | Номинация |
| 2017 | Teen Choice Awards             | Лучшая комедийная актриса                                         | Королевы крика       | Номинация |